# Coupe du monde de roller de vitesse 2018
 (novembre 2018).
Navigation
Édition précédente Édition suivante
La Coupe du monde de roller de vitesse 2018 ou World Inline Cup 2018 se déroule entre le 17 mars et le 15 septembre 2018.

## Podiums étapes
| Etape | Date              | Classe    | Lieu    | Série | Vainqueur        | 2e                | 3e                     |
| ----- | ----------------- | --------- | ------- | ----- | ---------------- | ----------------- | ---------------------- |
| 1     | 17 mars 2018      | Class 1   | Orpesa  | F     | Sheila Posada    | Aura Quintana     | Maialen Onate          |
| 1     | 17 mars 2018      | Class 1   | Orpesa  | H     | Nolan Beddiaf    | Ewen Fernandez    | Felix Rijhnen          |
| 2     | 27 mai 2018       | Class 1   | Rennes  | F     | Maelann Le Roux  | Marine Lefeuvre   | Aura Quintana          |
| 2     | 27 mai 2018       | Class 1   | Rennes  | H     | Bart Swings      | Martin Ferrié     | Ewen Fernandez         |
| 3     | 10 juin 2018      | Class 1   | Dijon   | F     | Katharina Rumpus | Manon Kamminga    | Aura Quintana          |
| 3     | 10 juin 2018      | Class 1   | Dijon   | H     | Eugenio Landete  | Quentin Giraudeau | Bart Swings            |
| 4     | 16 juin 2018      | Class 1   | Ostrava | F     | Katharina Rumpus | Carlotta Camarin  | Dominika Gardi         |
| 4     | 16 juin 2018      | Class 1   | Ostrava | H     | Marthijn Mulder  | Eugenio Landete   | Jakob Ulreich          |
| 5     | 14 juillet 2018   | Top Class | Harbin  | F     | Chloé Geoffroy   | Sishan Li         | Ana Odlazek            |
| 5     | 14 juillet 2018   | Top Class | Harbin  | H     | Bart Swings      | Ewen Fernandez    | Felix Rijhnen          |
| 6     | 15 septembre 2018 | Top Class | Berlin  | F     | Katharina Rumpus | Sandrine Tas      | Francesca Lollobrigida |
| 6     | 15 septembre 2018 | Top Class | Berlin  | H     | Bart Swings      | Ewen Fernandez    | Nolan Beddiaf          |

## Classement final
| Épreuves | Or               | Argent           | Bronze        |
| -------- | ---------------- | ---------------- | ------------- |
| Femmes   | Katharina Rumpus | Carlotta Camarin | Ana Odlazek   |
|          |                  |                  |               |
| Hommes   | Bart Swings      | Ewen Fernandez   | Felix Rijhnen |